# Israelitische Religionsgesellschaft Zürich
Die Israelitische Religionsgesellschaft Zürich (IRGZ) – Adass Jeschurun Zürich – ist eine von zwei orthodoxen jüdischen Gemeinden in der Stadt Zürich.

## Gemeinde
Die IRGZ hat etwa 350 Gemeindemitglieder und ist seit 1918 Mitglied des Schweizerischen Israelitischen Gemeindebundes (SIG).
Sie wurde 1895 als informeller Zusammenschluss gegründet und blieb zunächst innerhalb der 1862 gegründeten Israelitischen Cultusgemeinde Zürich, bis sie sich drei Jahre später von dieser aufgrund eines Richtungsstreits trennte (vgl. Austrittsgemeinde (Judentum)). Schon 1890 hatten Josua Goldschmidt, Josef Ettlinger und Isidor Kohn einen eigenen Minjan in Zürich gegründet. Die drei wollten aufgrund ihrer orthodoxen Weltanschauung nicht mehr am Gottesdienst der bestehenden Zürcher Einheitsgemeinde teilnehmen. Der einheimische Leopold Weill stellte ihnen in seiner Wohnung einen Raum zur Verfügung, wo die ersten orthodoxen Gottesdienste abgehalten wurden.
Die Israelitische Religionsgemeinschaft Zürich war von Anfang an den Grundsätzen der Neo-Orthodoxie verpflichtet, wie sie im 19. Jahrhundert von Samson Raphael Hirsch entwickelt wurden, und ist die einzige deutschsprachige Gemeinde, welche diese Richtung innerhalb des Judentums seit über einem Jahrhundert ununterbrochen vertritt. In der Liturgie richtet sie sich nach dem Rödelheimer Gebetsritus (Siddur Sfat Emet) und hält im Gottesdienst an der traditionell überlieferten deutsch-aschkenasischen Aussprache des Hebräischen fest. Zu Beginn des 20. Jahrhunderts kam es zu einer Einwanderungswelle von Juden aus Osteuropa, welche 1912 in Zürich die ebenfalls orthodoxe, aber nach polnischem, nicht nach jeckischem Ritus betende Gemeinde Agudas Achim gründeten. Nachdem die beiden Gemeinden sich zunächst voneinander abgegrenzt hatten, besteht seit den 1960er Jahren vor allem auf dem Gebiet der koscheren Verpflegung eine enge Zusammenarbeit.

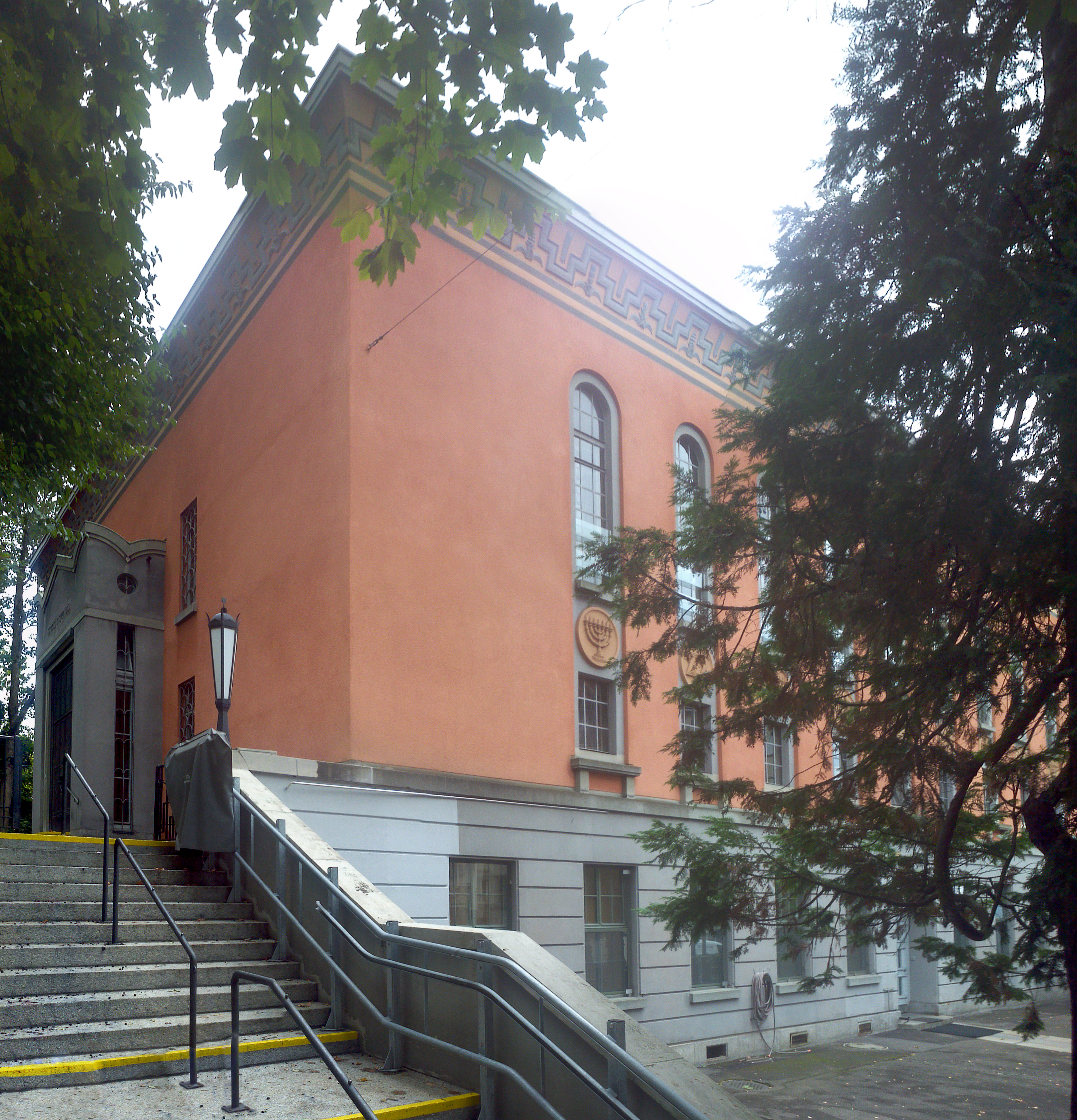
Synagoge in der Freigutstrasse

## Einrichtungen
Die IRGZ verfügt über eine eigene Synagoge an der Freigutstrasse im City-Quartier, die 1923/24 nach Plänen von Henauer und Witschi im Stil des Art déco erstellt wurde, ein Gemeindehaus am Brandschenkesteig im Enge-Quartier, über einen Friedhof, der sich in der Gemeinde Fällanden im südwestlichen Ortsteil Pfaffhausen, östlich von Zürich zwischen Binz und Witikon, befindet. Der Friedhof wurde 1936 nach der Schliessung des Zürcher Friedhofes Steinkluppe angelegt und umfasst 7'090 m².
Mit der Gemeinde eng verbunden, aber selbständig organisiert sind eine jüdische Knaben- und Mädchenschule (im Jahr 2020 konnte das Projekt einer neuen Mädchenschule mit einem Investitionsumfang von knapp 13 Millionen Franken gesichert werden).

## Die Rabbiner der IRGZ
- 1902–1959: Armin Kornfein
- 1912–1940: Tobias Lewenstein
- 1947–1972: Theodor Weisz
- 1972–2004: Daniel Levy
- Seit 2007: Chaim Moische Levy

## Die Präsidenten der IRGZ
- 1899–1904: Hermann Weill
- 1904–1905: Fernand Lang
- 1905–1906: Jakob Goldbaum
- 1906–1907: Salomon Teplitz
- 1907–1913: Eugen Lang
- 1913–1920: Hermann Barth
- 1921–1925: Salomon Teplitz
- 1925–1928: Saly Harburger
- 1928–1929: Joseph Ettlinger
- 1930–1931: Max Lang
- 1931–1932: Max Mannes
- 1932–1941: Victor Barth
- 1941–1952: René Meyer
- 1952–1955: Fritz Mannes
- 1955–1964: Bruno Guggenheim
- 1964–1973: Julius Wormser
- 1973–1979: David Rothschild
- 1979–1985: Hermann Altmann
- 1987–1993: Jean-Jacques Muller
- 1994–2002: Heinrich Brandeis
- 2002–2005: José Rhein
- 2006–2018: Nosson Z. Rothschild
- Seit 2018: Bernhard Korolnik